# نازک‌مرغ چیریندا
نازک‌مرغ چیریندا (نام علمی: Apalis chirindensis) نام یک گونه از سرده نازک‌مرغ است.